# Henning Bernhard Witter
Henning Bernhard Witter (Hildesheim, 7 aprile 1683 – Hildesheim, 8 maggio 1715) è stato un teologo e pastore tedesco di fede luterana.
Agli albori dell'ipotesi documentale, non discutendo la paternità mosaica del Pentateuco, esaminò criticamente il testo per trovarvi traccia di "fonti" antiche utilizzate dal redattore finale.

## Biografia
Henning Bernhard Witter nacque a Hildesheim il 7 aprile 1683 e frequentò il Liceo Andreanum di Hildesheim e, dal 1701, studiò filologia, teologia e matematica a Jena. Nel 1704 iniziò a frequentare l'Università di Helmstedt, dove conseguì il titolo di Magister Artium e il dottorato in filosofia, e dove lavorò fino al 1706. Dopo un viaggio di studio nei Paesi Bassi, fece ritorno nella sua città natale, Hildesheim, e fu eletto parroco di San Paolo. Dopo la morte di suo padre nel 1711, gli succedette a San Giorgio.
All'inizio del XVIII secolo, Witter teorizzò l'esistenza di diversi stili narrativi all'interno delle scritture attribuite a Mosè (Genesi 1 e Genesi 2). La pubblicazione del suo commento alla Genesi (Jura Israelitarum, Hildesheim 1711) suscitò notevoli critiche da parte dei rappresentanti dell'interpretazione tradizionale della Bibbia. In particolare, si verificò una controversia molto accesa con Johann Hermann von Elswich. Persino Hermann von der Hardt, uno dei suoi insegnanti di Helmstedt non appoggiò la tesi di Witters.
Quest'ultimo aveva ipotizzato che Mosè avesse attinto a diverse fonti orali quando redasse il Libro della Genesi. Tuttavia, questa ipotesi era considerata incompatibile con la dottrina luterana ortodossa dell'ispirazione divina della Sacra Scrittura.
Il vero merito di Witters è quello di aver attirato l'attenzione sulle caratteristiche distintive dei diversi stili narrativi della Genesi. Ciò provocò un'elaborata analisi del testo, in particolare da parte del medico francese Jean Astruc, che ritenne che vi fossero quattro autori diversi della Genesi e che Mosè fosse stato non tanto un autore quanto un redattore, un curatore di diverse storie della creazione.